# Сухая Улёма
Сухая Улёма — река в России, протекает по Татарстану. Впадает справа в реку Свиягу в 54 км от её устья. Длина Сухой Улёмы составляет 48 км.

## Притоки
- 15 км: Меминка
- 25 км: Киярметь
- 28 км: Большой Шакян
- 30 км: Сарауль
- 35 км: Сёмга

## Данные водного реестра
По данным государственного водного реестра России относится к Верхневолжскому бассейновому округу, водохозяйственный участок реки — Свияга от села Альшеево и до устья, речной подбассейн реки — Волга от впадения Оки до Куйбышевского водохранилища (без бассейна Суры). Речной бассейн реки — (Верхняя) Волга до Куйбышевского водохранилища (без бассейна Оки).
Код объекта в государственном водном реестре — 08010400612112100002775.